# Chêne de la Mère de Dieu (Pressagny-l'Orgueilleux)
Le  chêne de la Mère de Dieu, désigne le site d'un chêne pédonculé remarquable du département de l'Eure en Normandie situé sur la commune de Pressagny-l'Orgueilleux, disparu au cours du XXe siècle.

## Origine du nom
Il fait référence au culte de la mère de Dieu décrété en 451 à Éphèse, il s'agit plus probablement de la christianisation d'un arbre remarquable adoré par les Celtes puis par les Vikings.

## Histoire
Il est la figure emblématique de Pressagny-l'Orgueilleux tout comme les cygnes figurant sur ses armoiries. Comme beaucoup de chênes remarquables du genre chêne commun ou chêne d'Europe, il est témoin des variations climatiques depuis plus de mille ans. Il constitue une étape obligée pour qui visite le Vexin et plus particulièrement la région vernonnaise, car il est, dit-on, chargé de légendes, dont celle de Saint Adjutor, écuyer de Saint Louis au XIIIe siècle.
En 1895, le botaniste Henri Gadeau de Kerville lui consacre quelques pages et deux clichés.
L'arbre actuel est un spécimen planté en 1978.

## Protection
L'arbre, recensé en 1934, fait alors l'objet d'une protection particulière au titre des sites naturels inscrits.
Le plan local d'urbanisme en fait état en 2015.